# Dreihundert Tang-Gedichte
Die Dreihundert Tang-Gedichte (chinesisch 唐詩三百首 / 唐诗三百首, Pinyin Tángshī sānbǎi shǒu) sind eine Standardauswahl von Gedichten aus der Tang-Dynastie, die 1763/64 von Sun Zhu (孫洙 / 孙洙,  Sūn Zhū, 1711–1778), einem Gelehrten der Qingzeit, kompiliert wurde. Exakt sind es 310 Gedichte.

## Geschichte
Die Sämtlichen Tang-Gedichte (Quan Tangshi), 1705–1707 auf Anordnung des Kangxi-Kaisers zusammengestellt, enthielten knapp 49.000 Gedichte und waren so für praktische Zwecke ungeeignet.
Die Beschränkung auf 300 Gedichte geht auf das Buch der Lieder (Shijing) mit 305 Liedern zurück.

## Inhalt
Vertreten sind in der Sammlung 74 namhafte Dichter der Tang-Zeit. Am häufigsten vertreten sind Du Fu, Li Bai und Wang Wei. Die Auswahlkriterien sind nicht unumstritten, dennoch hatte diese Sammlung enormen Einfluss auf den Bekanntheitsgrad bestimmter Dichter und ist bis heute in hohen Auflagen verbreitet.
Die Texte gehören bis heute in China zum allgemeinen Bildungsgut.

## Liste der Dichter
Es wurden Werke von folgenden Dichtern aufgenommen:
- Bai Juyi
- Cen Can (Cen Shen)
- Chang Jian
- Chen Tao
- Chen Zi’ang
- Cui Hao
- Cui Su
- Cui Tu
- Dai Shulun
- Du Fu
- Du Mu
- Du Qiuniang
- Du Shenyan
- Du Xunhe
- Gao Shi
- Gu Kuang
- Han Hong
- Han Wu
- Han Yu
- He Zhizhang
- Huangfu Ran
- Jia Dao
- Jin Changxu
- Li Bai (Li Po)
- Li Duan
- Li Pin
- Li Qi
- Li Shangyin
- Li Yi
- Liu Changqing
- Liu Fangping
- Liu Jixu
- Liu Yuxi
- Liu Zhongyong
- Liu Zongyuan
- Lu Lun
- Luo Binwang
- Ma Dai
- Meng Haoran
- Meng Jiao
- Pei Di
- Qian Qi
- Qin Taoyu
- Qiu Wei
- Qiwu Qian
- Quan Deyu
- Seng Jaoran
- Shen Quanqi
- Sikong Shu
- Song Zhiwen
- Tang Xunzong
- Wang Bo
- Wang Changling
- Wang Han
- Wang Jian
- Wang Wan
- Wang Wei
- Wang Zhihuan
- Wei Yingwu
- Wei Zhuang
- Wen Tingyun
- Wumingshi
- Xibiren
- Xu Hun
- Xue Feng
- Yuan Jie
- Yuan Zhen
- Zhang Bi
- Zhang Hu
- Zhang Ji
- Zhang Jiuling
- Zhang Qiao
- Zhang Xu
- Zheng Tian
- Zhu Qingyu
- Zu Yong